# 雲飛何處
《雲飛何處》是鳳飛飛個人第三張單曲專輯（7吋唱片）；1974年12月海山唱片發行。
收錄電影《雲飛何處》主題曲與插曲。

## 專輯曲目
| 曲序 | 曲名       | 作詞   | 作曲 | 編曲 | 長度 | 備註                                  |
| A1   | 雲飛何處   | 童月娟 | 古月 |      |      | 演唱人：鳳飛飛 電影《雲飛何處》主題曲 |
| A2   | 朋友       |        |      |      |      | 演唱人：謝雷                          |
| B1   | 夢中訴情意 |        |      |      |      | 演唱人：夏台瑄                        |
| B2   | 追尋甜蜜   | 莊奴   | 古月 |      |      | 演唱人：夏台瑄                        |

## 專輯版本
- 黑膠唱片[1]
  - 1974年12月台灣海山唱片發行

## 海外版發行資訊
鳳飛飛《雲飛何處》歌曲在海外的發行形式與台灣不同。海外代理發行之唱片公司大聯機構在1975年6月發行這首歌，其發行方式為把其他四位歌手：尤雅、謝雷 (歌手)、江蕾、夏台瑄的四部電影原聲帶集合在一張唱片共同發行。此唱片標題為《四部電影·原聲帶插曲 熱浪*夢醒情未了 愛的小屋*雲飛何處》。

## 海外版專輯曲目
| 曲序 | 曲名       | 作詞   | 作曲 | 編曲 | 長度 | 備註                                  |
| A1   | 祝福       |        |      |      |      | 演唱人：江蕾 電影《夢醒情未了》主題曲 |
| A2   | 愛情愛情   |        |      |      |      | 演唱人：江蕾 電影《夢醒情未了》插曲   |
| A3   | 風雨不長久 |        |      |      |      | 演唱人：夏台瑄 電影《熱浪》主題曲     |
| A4   | 陽光和輕風 |        |      |      |      | 演唱人：夏台瑄 電影《熱浪》插曲       |
| A5   | 你要和我比 |        |      |      |      | 演唱人：夏台瑄 電影《熱浪》插曲       |
| A6   | 愛的小屋   | 孫儀   | 頑石 |      |      | 演唱人：江蕾 電影《愛的小屋》主題曲   |
| B1   | 你         |        |      |      |      | 演唱人：尤雅 電影《愛的小屋》插曲     |
| B2   | 雲飛何處   | 童月娟 | 古月 |      |      | 演唱人：鳳飛飛 電影《雲飛何處》主題曲 |
| B3   | 朋友       | 莊奴   | 古月 |      |      | 演唱人：謝雷 電影《雲飛何處》插曲     |
| B4   | 你是微雲   | 莊奴   | 古月 |      |      | 演唱人：謝雷 電影《雲飛何處》插曲     |
| B5   | 夢中訴情意 | 詠詠   | 古月 |      |      | 演唱人：夏台瑄 電影《雲飛何處》插曲   |
| B6   | 追尋甜蜜   | 莊奴   | 古月 |      |      | 演唱人：夏台瑄 電影《雲飛何處》插曲   |

## 海外版專輯版本
- 黑膠唱片
  - 1975年6月新加坡、馬來西亞、香港大聯機構發行